# Celtis ehrenbergiana
Espèce
Classification APG III (2009)
Le Tala (Celtis ehrenbergiana, ou synonyme Celtis tala) est une espèce de plantes à fleurs de la famille des Cannabacées. C'est une plante arbustive native de l'Amérique du Sud tropicale et subtropicale. Doté de fortes épines, c'est un des composants principaux des espinales des prairies et des forêts du Chaco et de la Pampa argentine. Il est apprécié pour son bois dur et dense, qui produit un excellent "bois énergie" et s'utilise pour la fabrication d'articles durables.

## Caractéristiques
Le tala est un arbre atteignant 12 m de hauteur. Selon les disponibilités en eau, il peut adopter un aspect d'arbre ou d'arbuste, se ramifiant à la base. Dans le premier cas, le
tronc est tortueux et atteint 40 cm de diamètre; dans le second cas il produit de nombreux troncs de quelque 20 cm de diamètre. Le feuillage est dense et de forme globulaire.
Il est recouvert d'une écorce claire, de couleur gris foncé, qui devient déhiscente chez les exemplaires adultes. Il se ramifie abondamment, produisant un réseau dense de branches en zigzag avec de fortes épines dans les axes foliaires.
Ses feuilles sont de couleur vert clair.
Il fleurit au printemps, produisant des fleurs de 2 mm de diamètre et de couleur jaune ou verte.
Le fruit est de forme ovoïde, de couleur orange, d'environ 6 × 4 mm, à pulpe douce et juteuse, comestible.

## Habitat et distribution
On le trouve depuis le sud de la Bolivie et du Brésil méridional jusqu'au sud-est de la province de Buenos Aires en Argentine, en passant par le Paraguay. C'est une espèce très présente sur les berges pentues du río Paraná, qui participe aux communautés des forêts galeries et des côtes maritimes d'Argentine et d'Uruguay.
Il préfère les sols calcaires, secs ou peu humides, et avec un bon drainage.

## Utilisation
Le bois du tala est dur et dense; seule la petite envergure du tronc a empêché son utilisation plus intense. On l'emploie pour les petites pièces d'ébénisterie, des instruments, ou comme bois pour l'élaboration de charbon de bois.
Écologiquement, sa densité permet le développement d'une riche faune dans les bois de tala appelés localement talares. Nidifient dans son feuillage : le Moqueur plombé Mimus saturninus, le Synallaxe damier (Schoeniophylax phryganophilus), la Conure veuve (Myiopsitta monachus), le Synallaxe rousselé (Phacellodomus striaticollis), le Fournier roux (Furnarius rufus), l'Annumbi fagoteur (Anumbius annumbi) et le Merle à ventre roux (Turdus rufiventris).